# 夢日記

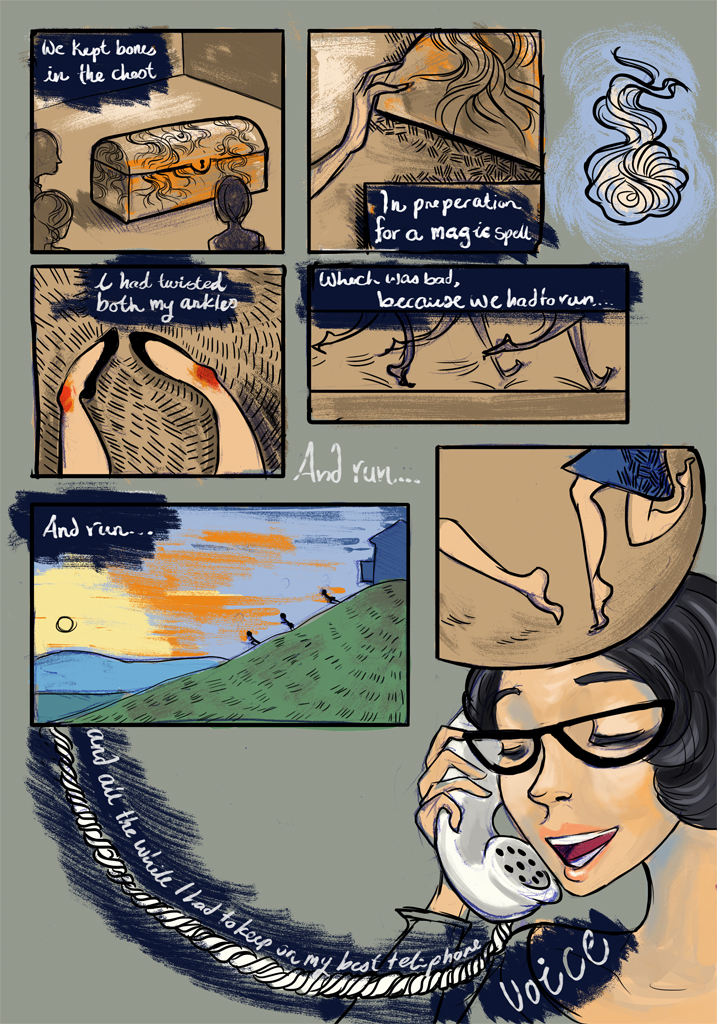
コミックストリップに描かれたアーティストの夢日記。「私たちは、魔法の呪文に備えて、骨を箱に保管した（中略）その間ずっと電話で最高の声を出し続けなければならなかった。」

夢日記（ゆめにっき）は、夢の経験を記録する日記である。夢日記には、毎晩の夢、個人の内省、白日夢の経験の記録が含まれうる。夢や心理学の研究でしばしば使われる。夢日記は、一部の人々によって明晰夢を誘発するのに役立つ方法としても使用されている。また、夢を思い出すための有用なきっかけと見なされている。夢日記の使用は、記憶を補助し、夢の中ではどんなに記憶すべきだと思ってもすぐに忘れてしまうような多くの細部を保存する方法としてアン・ファラデーが『The Dream Game』で推奨した。夢日記をつけることで、夢を思い出すことを重要視するようになる。夢は、紙の日記に（テキスト、線画、絵画などとして）記録することも、音声記録装置を介して（物語、音楽、または夢からの他の聴覚体験の模倣として）記録することもできる。一部のWebサイトで、デジタル夢日記を作成する機能が提供されている。

## 明晰夢
夢日記は、明晰夢を誘発して記憶しようと努力する人々によってしばしば保管される。夢を書き留めると、夢想起と呼ばれるもの、つまり夢を思い出す能力が高まる。夢を書き留めるとき、夢を見た人はしばしば夢の兆候、または夢の間に検知した繰り返した題材を探す。夢想起は日によって異なる可能性があるが、日記をつけておくと、覚醒時の夢の記憶が規則正しくなる傾向がある。
人は夢の詳細をすぐに忘れてしまうため、起床後すぐに夢を日記に記録することが重要である。夢日記に翌日の日付を書くことは、夢を思い出すという意識的な思考を強く主張し、潜在意識に意図を伝える。潜在意識は、その欲求を満たすことで反応する。この心的活動により、夢を思い出すという共通の目標に向かって、意識と潜在意識が一緒に働く。

### 偽覚醒
日記に夢を記録するために目を覚ますという訓練は、夢を見る人がまだ夢の中にいる間に前の夢を記録するという偽覚醒につながることがある。一部の夢日記記録者は、実際に目が覚める前に夢の中で同じ夢を1、2回書き留め、それを物理的な夢日記に記録していると報告している。

## 特定用途
エッカンカーの信奉者は、夢を重要な教育ツールとして、また「魂の旅」、つまり意識をより高い状態へと移行させるための入り口と見なしているため、頻繁に夢日記をつけている。